# Noël Ottavi
Pour les articles homonymes, voir Ottavi.
Antoine Noël Ottavi, de son nom d'usage Noël Ottavi, né le 29 décembre 1892 à Ghisoni et mort en déportation le 21 avril 1945 à Sandbostel, est un homme politique français.

## Biographie
Installé en Algérie, combattant de la Première Guerre mondiale, Noël Ottavi finit la guerre comme sous-lieutenant au 55e régiment d'infanterie après quatre blessures et l'obtention de la croix de guerre et de la légion d'honneur.
Au début des années 1930, Noël Ottavi est le secrétaire particulier du colonel de La Rocque, chef des Croix-de-feu. Il paraît être celui qui, le 6 février 1934, donna l'ordre de dispersion aux Volontaires nationaux. Il est administrateur-délégué des Croix de Feu.
Ensuite, il est un des fidèles de La Rocque lors de la création du Parti social français dont il devient vice-président lors du premier congrès de décembre 1936 et administrateur-délégué.
Pendant l'Occupation, il s'efforce de faire survivre le PSF et entre en contact avec les services secrets alliés. 
Il est arrêté en zone nord le 9 mars 1943 lors des opérations visant le PSF, déporté le 28 juillet 1944 de Compiègne à destination du camp de Neuengamme près de Hambourg et affecté à la construction de bunker pour sous-marins de Bremen (Brême)-Osterortau. Il meurt le 21 avril 1945 au Stalag X-B à Sandbostel à l'ouest de Hambourg, camp de prisonniers de guerre devenu mouroir de Neuengamme à partir du 13 avril 1945 et libéré le 29 avril 1945.

## Décorations
- Chevalier de la Légion d'honneur
- Croix de guerre 1914–1918 1917, militaire